# ريوقو أوكاموتو
ريوقو أوكاموتو (باليابانية: 岡本 隆吾) (5 ديسمبر 1973 في كاناغاوا في اليابان – )؛ هو لاعب كرة قدم ياباني سابق كان يلعب كمدافع.

## روابط خارجية
- ريوقو أوكاموتو على موقع رابطة كرة القدم اليابانية للمحترفين (اليابانية)